# Amadeo Rodríguez Magro
Amadeo Rodríguez Magro (San Jorge de Alor, 12 de março de 1946) - padre católico espanhol, bispo de Jaén nos anos 2016-2021.
Foi ordenado sacerdote em 14 de junho de 1970 e incardinado na diocese de Plasencja. Ele foi, entre outros, diretor do secretariado diocesano da catequese (1986-1997), secretário do sínodo diocesano (1988-1992) e vigário geral da diocese (1996-2003).
Em 3 de julho de 2003, o Papa João Paulo II o nomeou Bispo Ordinário da Diocese de Plasencia. Foi ordenado bispo em 31 de agosto de 2003 pelo então núncio apostólico na Espanha - Dom Manuel Monteiro de Castro.
Em 9 de abril de 2016, foi transferido para a Diocese de Jaén, com posse realizada em 21 de maio de 2016. Em 25 de outubro de 2021, o Papa aceitou sua renúncia relacionada à idade.